# Eusebia Palomino Yenes
Eusébia Palomino Yenes, F.M.A (Salamanca, 15 de dezembro de 1899 - Huelva, 10 de fevereiro de 1935) foi uma religiosa católica romana espanhola e uma professa das irmãs salesianas de Dom Bosco. Palomino trabalhou como doméstica na adolescência, tendo se retirado da educação para apoiar seus pais, embora mais tarde tenha trabalhado com as Irmãs Salesianas antes de iniciar o processo de se tornar religiosa dessa ordem na década de 1920; depois continuou a maioria dos mesmos deveres e ficou conhecida por sua devoção às cinco feridas de Jesus Cristo e à Via Crucis.   
A causa de beatificação de Palomino começou em 15 de dezembro de 1981 e os religiosos falecidos passaram a ser intitulados Servos de Deus, enquanto a ratificação de um decreto que reconhecia sua vida de virtude heróica permitiu que o Papa João Paulo II a nomeasse Venerável em 17 de dezembro de 1996; o mesmo papa confirmou um milagre atribuído à sua intercessão e beatificou Palomino em 25 de abril de 2004 na Praça de São Pedro.

## Biografia
Eusebia Palomino Yenes nasceu em Cantalpino em 15 de dezembro de 1899 como a terceira de quatro filhos de Agustin Palomino e Juana Yenes de Villaflores; uma irmã mais velha era Dolores. Seu pai trabalhava como agricultor sazonal e, no inverno, quando não havia trabalho, ele ia a cidades próximas de casa para pedir comida; ela o acompanhava nessas viagens por volta de 1909 e ele frequentemente a ensinava o catecismo. Palomino fez sua Primeira Comunhão aos oito anos e o apelidou de seu primeiro "encontro" com Jesus Cristo. Em 1906, ela entrou em uma escola para meninas, mas se retirou para apoiar seus pais.
Palomino trabalhou pela primeira vez como empregada doméstica em uma casa rica antes de servir em um orfanato em 1911, ao lado de sua irmã mais velha, Dolores. Uma vez por semana, ela frequentava a capela da escola Sancti Spiritus que as Irmãs Salesianas de Dom Bosco administravam e as conhecia; as irmãs perguntaram se ela trabalharia para elas e, portanto, serviu como empregada doméstica e cozinheira religiosa. A limpeza da escola e a coleta de lenha também faziam parte desse trabalho, além de conhecer os alunos que a admiravam e a procuravam por seus sábios conselhos.  
Mas ela fomentou um desejo secreto: unir-se aos religiosos, mas não pediu, pois temia ser recusada por ser uma mulher pobre com uma educação limitada;  um superior visitante discutiu isso com ela e disse que seria aceita em breve. Sua aceitação veio quando ela foi admitida como postulante em 31 de janeiro de 1921 e ela receberia o hábito religioso da ordem em 5 de maio de 1922. Palomino iniciou seu noviciado em 5 de agosto de 1922 em Barcelona e fez sua profissão inicial em agosto de 1924, antes de ser transferido para a casa salesiana de Valverde del Camino.Na sua chegada viu os alunos zombarem dela por sua aparência e ela permaneceu indiferente a isso enquanto cuidava de seus deveres domésticos. Os alunos vieram ver seu aprendizado espiritual e sua piedade e ficaram cativados com histórias dos santos que ela lhes contaria, bem como histórias da vida de São João Bosco. Ela fez sua profissão solene em 1930. Padres e religiosos procuraram por ela conselhos em inúmeras ocasiões. A freira gostou da chamada servidão mariana de São Luís Grignion de Montfort e espalhou devoção às feridas de Jesus Cristo e à Via Crucis.
Nos anos 30, havia um ar de sentimento anti-religioso na nação e ela se ofereceu como vítima de Deus para a salvação do estado. Em agosto de 1932, ela contraiu uma doença desconhecida que os médicos não conseguiram diagnosticar; seus membros frequentemente acabavam e sua asma leve piorava e tornava seus sofrimentos ainda mais. Em 4 de outubro de 1934, ela tinha uma pele pálida e disse às irmãs para implorar a Deus que salvasse a Catalunha e a mantivesse em segurança.
Palomino morreu em 1935 e previra pouco tempo antes que o sentimento anti-religioso transcendesse ao conflito. Isso aconteceu pouco depois da Guerra Civil Espanhola.

## Beatificação
O processo de beatificação começou em 15 de dezembro de 1981, depois que a Congregação para as Causas dos Santos emitiu o "nihil obstat" oficial e a intitulou como Serva de Deus; o processo diocesano aberto na diocese de Huelva e o bispo Rafael González Moralejo supervisionaram o processo diocesano de 12 de abril de 1982 a 15 de setembro de 1984. A causa validou esse processo em Roma em 20 de dezembro de 1985 e recebeu o Positio de oficiais de postulação em 1990. Os teólogos aprovaram a causa em 14 de maio de 1996, assim como a congregação em 5 de novembro de 1996, que mais tarde permitiu ao Papa João Paulo II confirmar sua virtude heróica e nomeá-la como Venerável em 17 de dezembro de 1996.
O milagre da beatificação foi investigado antes da validação da congregação em 5 de fevereiro de 1999; uma junta médica o aprovou em 22 de novembro de 2001, assim como os teólogos em 30 de maio de 2003 e a congregação em 16 de dezembro de 2003. O Papa João Paulo II aprovou esse milagre em 20 de dezembro de 2003 e depois beatificou Palomino em 25 de abril de 2004 na Praça de São Pedro.